# Ascari (contratorpedeiro)
O Ascari foi um contratorpedeiro operado pela Marinha Real Italiana e a décima segunda embarcação da Classe Soldati. Sua construção começou em dezembro de 1937 na O.T.O. Cantieri di Livorno e foi lançado o mar em julho de 1938, sendo comissionado na frota italiana em maio do ano seguinte. Era armado com uma bateria principal de quatro canhões de 120 milímetros e seis tubos de torpedo de 533 milímetros, tinha um deslocamento carregado de mais de duas mil toneladas e conseguia alcançar uma velocidade máxima de 35 nós (65 quilômetros por hora).
O Ascari serviu nos primeiros anos da Segunda Guerra Mundial. Ele participou de várias operações de escoltas de comboio para a Campanha Norte-Africana e também esteve presente na Batalha da Calábria em julho de 1940, na Batalha do Cabo Spartivento em novembro, na Batalha do Cabo Matapão em março de 1941, na Primeira Batalha de Sirte em dezembro e na Segunda Batalha de Sirte em março de 1942. O navio foi designado para uma missão de transporte de tropas para Túnis em março de 1943, porém bateu em três minas navais e afundou.